# زبان فلاندری غربی
فلاندری غربی یا فلامان غربی نام یکی از گویش‌های زبان فلامان در مناطق هلندی زبان کشورهای هلند، بلژیک و فرانسه است.
حدود ۱٫۵ میلیون نفر در استان فلاندری غربی در بلژیک، ۹۰ هزار نفر در منطقه فلاندر زیلاند هلند و ۲۰ هزار نفر در شهرستان نور فرانسه به این زبان سخن می‌گویند. از شهرهای مهمی که فلاندری غربی در آنها تکلم می‌شود می‌توان بروژ، کورتریک، اوستنده، رئزلر و ایپر را نام برد.